# رغد حسین
رَغَد حسین (عربی: رغد صدام حسين؛ زادهٔ ۲ سپتامبر ۱۹۶۸) دختر صدام حسین رئیس جمهور سابق عراق است. او با حسین کامل المجید ازدواج کرده بود. وی از این ازدواج ۵ فرزند به دنیا آورد. او در سال ۲۰۰۳ به همراه بسیاری از بعثی‌ های عراق به همراه ۲ دخترش به اردن فرار کردند و در پناه عبدالله دوم (پادشاه اردن) قرار گرفتند.